# Abel P. Upshur
Abel P. Upshur (n. 17 iunie 1790 - d. 28 februarie 1844) a fost un politician american, Secretar de Stat al Statelor Unite între 1843 și 1844.